# Sonderanhänger 3
Der Anhänger (1-achsig) für leichte Lasten (Sonderanhänger 3) (kurz: Sd. Ah. 3) diente bei der Wehrmacht zur Beförderung der ungefederten, leichten Geschütze hinter einer Zugmaschine.

## Entwicklung
Die alten Geschütze, wie zum Beispiel die 7,5 cm Feldkanone 16 n/A oder die 10,5 cm leichte Feldhaubitze 16 hatten ungefederte und große Holzspeichenräder mit Eisenbereifung. Ein Transport mit Pferden stellte kein Problem dar, jedoch konnte das Geschütz nicht hinter einer Zugmaschine oder wenn, dann nur mit einer sehr geringen Geschwindigkeit gezogen werden. Um diese Geschütze jedoch mit einer Zugmaschine schnell verlegen zu können, entwickelte die Wehrmacht den Sonderanhänger 3. Auf diesen konnten nun die alten Geschütze verladen, transportiert und schnell verlegt werden.

## Technische Beschreibung

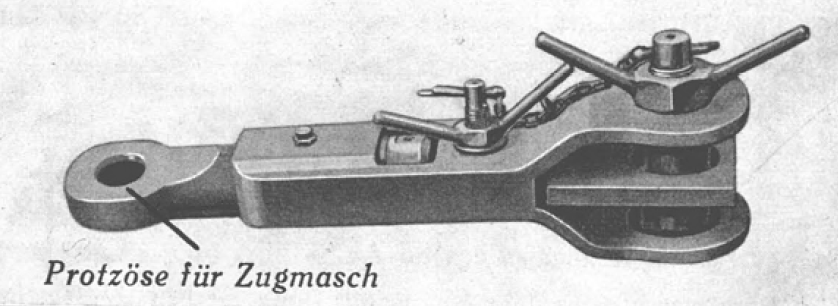
Die Protzöse für Sd. Ah. 3 und Zugmaschine

Der Sonderanhänger 3 hatte eine Schrägrollenlager-Doppelknieachse. Die Räder waren entweder handelsübliche Scheibenräder mit Tiefbettfelge und Luftbereifung oder handelsübliche Scheibenräder mit Tiefbettfelge und Elastic-Bereifung. Die Federung des Anhängers bestand aus Doppeltragfedern mit je zwei Federlagen. Das aufgefahrene Geschütz wurde mit Spannketten fest gezurrt. Weiterhin wurde der Anhänger mit dem aufgeladenen Geschütz durch eine Brücke mit dem Protznagel verbunden. Um den Anhänger Bremsen zu können, wurden Innenbackenbremsen eingebaut. Diese wurden mit einem einstellbaren Gabelhebel oder durch umstellbare Bremszugstangen ausgelöst. Um nun den Anhänger mit verladenem Geschütz mit einer Zugmaschine verbinden zu können, wurde ein Kupplungsstück benötigt. Dieses wurde an der Lafette vom Geschütz befestigt und dann an die Zugmaschine angehängt. Um das benötigte Zubehör mitführen zu können, gab es einen kleinen und verschließbaren Werkzeugkasten. Dazu gehörten unter anderem zwei Vorlegeklötze, eine Fettpresse, ein Steckschlüssel und eine Brems- und Löseleine.

## Einsatz
Wie auch bei einem Geschütz wurde zum Verladen einer Kanone die gesamte Mannschaft benötigt. Diese bestand im Regelfall aus einem Geschützführer und fünf Kanonieren. Beim Ver- oder Entladen hatte jeder seine eingeteilten Aufgaben und Arbeitsbereiche.
Die neuen Anhänger ermöglichten in der ersten Hälfte der 1930er Jahr den neuen motorisierten Artillerieabteilungen auch mit alten Geschützen das schnelle Verlegen zu üben. Die ersten motorisierten Abteilungen bekamen den neuen Anhänger bereits vor dem 1. November 1934. Dementsprechend wurde der Anhänger nur von den Artillerieabteilungen eingesetzt. Solange die alten Geschütze vom Typ 7,5 cm Feldkanone 16 n/A oder 10,5 cm leichte Feldhaubitze 16 im Einsatz bei der Wehrmacht waren, solange wurde auch der Sonderanhänger 3 genutzt. Als Zugmaschine wurde oftmals das Sonderkraftfahrzeug 7 genutzt.

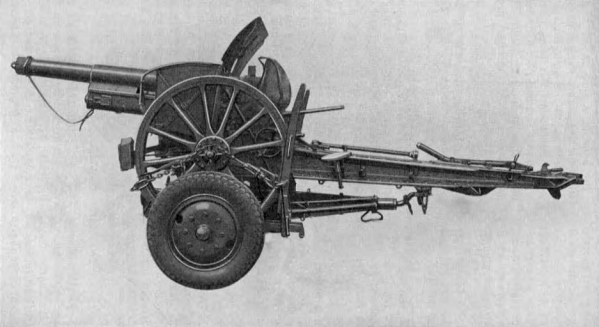
Feldkanone 16 n/A auf Sd. Ah. 3
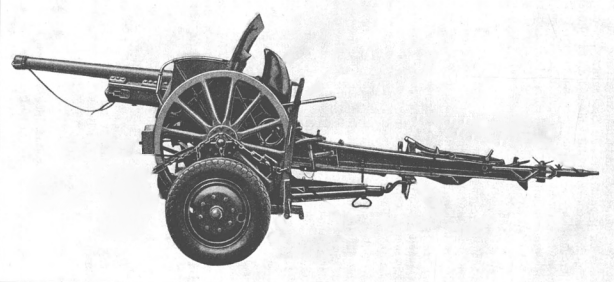
Leichte Feldhaubitze 16 auf Sd. Ah. 3